# 喜马拉雅香茅
喜马拉雅香茅（学名：Cymbopogon stracheyi）为禾本科香茅属下的一个种。

## 扩展阅读
- 維基物種上的相關：喜马拉雅香茅